# Alcis dsagaria
Alcis dsagaria är en fjärilsart som beskrevs av Eugen Wehrli 1943. Alcis dsagaria ingår i släktet Alcis och familjen mätare. Inga underarter finns listade i Catalogue of Life.